# Botanicula
Botanicula [botanikula] je point-and-click exploration (prohledávací) adventura vyvinutá firmou Amanita Design. Byla vydána 19. dubna 2012 pro platformy Microsoft Windows, Mac a Linux.

## Shrnutí
Botanicula je o dobrodružství pěti přírodních tvorů (jmenovitě pan Lucerna, pan Větvička, pan Makovice, paní Houba a pan Peříčko), kteří se snaží zachránit poslední semínko svého domovského stromu před zlými bytostmi – parazity, kteří napadli jejich domov – strom.
Botanicula je dílem českých vývojářů, vznikala necelé tři roky a na její tvorbě se podílelo čtyři nebo pět lidí ve spolupráci s kapelou DVA.

## Hratelnost
Stejně jako u předchozích her od Amanita Design, pracuje Botanicula s podobným schématem hry, kde hráč ovládá hrdinu (v tomto případě pět) a jejich prostřednictvím prozkoumává prostředí hry, řeší rébusy a sbírá předměty, které jsou potřebné pro odstranění překážek, které brání v cestě. Hráč je rovněž schopný komunikovat s dalšími bytostmi a plnit drobné úkoly, za které získává bonusové kartičky.

## Postavy
- Pan Lucerna - hlavní hrdina hry[1] a jeden z pěti hratelných hrdinů ve hře. Je malým oranžovým tvorem, který v sobě dokáže přenášet semínka. Když má ve svém těle semínka, tak začne zářit a když se přidají další semínka, tak dokáže zabíjet pavouky- parazity.
- Paní Houba - jediná ženská hratelná postava ve hře. Umí vytvářet své vlastní kopie. Také se umí scvrknout, tak že zůstane jen její hlava.[2]
- Pan Makovice - třetí hratelná postava ve hře. Je nejsilnější člen skupiny, ale má také největší tělo a nevejde se do malých mezer.[3]
- Pan Větvička - další hratelná postava. Je vysoký a úzký, takže připomíná větvičku. Dokáže prodlužovat větvičky na svém těle jak se mu zachce a může na nich vytvořit květy.[4]
- Pan Peříčko - poslední z hratelných postav. Je nejmenší ze skupiny, ale umí létat.
- Pavouci - paraziti  - hlavní nepřátelé hráče. Napadli strom, který je domovem hlavních hrdinů.[5]

## Ceny
Botanicula získala cenu Excellence in Audio Award na festivalu nezávislých her Annual Independent Games Festival (přezdívaný „herní Oscar“).
Hra vyhrála prestižní cenu Red Carpet za nejlepší příběh a World Design.
Botanicula byla zvolena na serveru jayisgames.com za nejlepší hru roku 2012.
V soutěži Aggie Awards 2012, na serveru Adveture Games, Botanicula vyhrála v kategorii Nejlepší animace.
Hra byla na Booom 2012 v zvolena za nejlepší českou hru roku. V kategorii Nejlepší herní hudba hra sice získala nominaci, ale neproměnila ji.
Hra vyhrála na European Games Award 2012 v kategorii Nejlepší evropská adventura.
Hra obdržela na Anifilmu 2013 cenu Česká hra roku za umělecký přínos české herní tvorbě pro rok 2012.